# David Simons (politicus)
David Jacques Bert Simons (Paramaribo, 31 oktober 1881 – 5 juni 1943) was een Surinaams zakenman en politicus.
Hij begon met weinig kapitaal maar wist een leenhuis (pandjeshuis) en zaagmolenbedrijf op te zetten. Hij was ook actief in de politiek. Nadat het Statenlid Brandon was opgestapt werd Simons in 1926 bij tussentijdse verkiezingen verkozen tot lid van de Koloniale Staten. Hij zou twaalf jaar Statenlid blijven. Bij zowel de parlementsverkiezingen van 1938 als van 1942 ging hij door naar de tweede ronde, maar beide keren behaalde hij uiteindelijk te weinig stemmen om herkozen te worden.
Simons overleed in 1943 op 61-jarige leeftijd.